# العلاقات الإيرانية الليبيرية
العلاقات الإيرانية الليبيرية هي العلاقات الثنائية التي تجمع بين إيران وليبيريا.

## مقارنة بين البلدين
هذه مقارنة عامة ومرجعية للدولتين:
| وجه المقارنة                                              | إيران                    | ليبيريا      |
| --------------------------------------------------------- | ------------------------ | ------------ |
| المساحة (كم2)                                             | 1.65 مليون               | 111.37 ألف   |
| عدد السكان (نسمة)                                         | 79.97 مليون              | 4.73 مليون   |
| الكثافة السكانية (ن./كم²)                                 | 48.47                    | 42.47        |
| العاصمة                                                   | طهران                    | مونروفيا     |
| اللغة الرسمية                                             | لغة فارسية               | لغة إنجليزية |
| العملة                                                    | ريال إيراني              | دولار ليبيري |
| الناتج المحلي الإجمالي (بليون دولار)                      | 439.51 مليار             | 2.16 مليار   |
| الناتج المحلي الإجمالي (تعادل القوة الشرائية) بليون دولار | 1.36 تريليون             | 3.76 مليار   |
| الناتج المحلي الإجمالي الاسمي للفرد دولار أمريكي          |                          | 455          |
| الناتج المحلي الإجمالي للفرد دولار أمريكي                 |                          | 842          |
| مؤشر التنمية البشرية                                      | 0.766                    | 0.430        |
| رمز المكالمات الدولي                                      | +98                      | +231         |
| رمز الإنترنت                                              | .ir،                     | .lr          |
| المنطقة الزمنية                                           | ت ع م+03:30، توقيت إيران | 00           |

## منظمات دولية مشتركة
يشترك البلدان في عضوية مجموعة من المنظمات الدولية، منها:
| علم المنظمة | اسم المنظمة                        | تاريخ انضمام إيران | تاريخ انضمام ليبيريا |
| ----------- | ---------------------------------- | ------------------ | -------------------- |
|             | مؤسسة التنمية الدولية              | 10 أكتوبر 1960     | 28 مارس 1962         |
|             | مؤسسة التمويل الدولية              | 28 ديسمبر 1956     | 28 مارس 1962         |
|             | منظمة حظر الأسلحة الكيميائية       | ?                  | ?                    |
|             | الأمم المتحدة                      | 24 أكتوبر 1945     | 2 نوفمبر 1945        |
|             | منظمة الشرطة الجنائية الدولية      | ?                  | ?                    |
|             | البنك الدولي للإنشاء والتعمير      | 29 ديسمبر 1945     | 28 مارس 1962         |
|             | الاتحاد البريدي العالمي            | ?                  | ?                    |
|             | وكالة ضمان الاستثمار متعدد الأطراف | 15 ديسمبر 2003     | 12 أبريل 2007        |
|             | يونسكو                             | 6 سبتمبر 1948      | 6 مارس 1947          |

## وصلات خارجية
- موقع وزارة الخارجية الإيرانية
- موقع وزارة الخارجية الليبيرية